# Coryphella capensis
Coryphella capensis (Thiele, 1925) è un mollusco nudibranchio della famiglia Coryphellidae.

## Descrizione
Corpo di colore marrone-grigio, traslucido, attraversato per il lungo da una linea bianca, rinofori corti, rugosi, cerata rossi o marroni traslucidi, con due linee bianche su tutta la lunghezza. Fino a 4 centimetri.

## Biologia
Si nutre in via esclusiva di Eudendrium spp.

## Distribuzione e habitat
Nota solamente in Sudafrica, da Oudekraal sulla costa Atlantica fino a Port Elizabeth.